# 光帶燭光魚
光帶燭光鱼（学名：Polyipnus aquavitus）为輻鰭魚綱巨口魚目褶胸鱼科的其中一種。分布於西太平洋區，包括澳洲、紐西蘭、巴布亞紐幾內亞及南中國海等海域，棲息深度120-1244公尺，體長可達3.5公分，為深海魚類，會進行垂直性洄游。